# Palais de la Culture VEF
 (septembre 2024).
Le Palais de la Culture VEF est un centre culturel de Riga comprenant la Grande Salle, la Salle de Chambre, la Salle des Miroirs et un studio d'enregistrement musical. La Grande Salle peut accueillir 805 spectateurs. L'aménagement intérieur du bâtiment et la décoration intérieure des cinq salles constituent un monument d'art et d'architecture d'importance nationale.
Le Palais de la Culture s'occupe de mener des travaux d'éducation culturelle et d'organiser des événements culturels. 48 collectifs différents opèrent - chorales, ensembles, orchestres, groupes et clubs de danse, théâtres, studio de cirque, club photo, studios artistiques. De nombreux théâtres professionnels lettons se sont produits sur la scène du Palais de la Culture, ainsi que des artistes étrangers. Des forums et congrès internationaux ont été organisés et des expositions d'art internationales s'y sont tenues. Le Musée d'Histoire de VEF est situé dans le Palais de la Culture.

## Histoire
Le bâtiment a été construit selon le projet de l'architecte Nikolay Sementsov  de 1951 jusqu'à son ouverture en 1960. En mars, il a été remis à l'Usine Electrotechnique d'État en tant que Palais de la Culture et de la Technologie de VEF, car toutes les dernières avancées technologiques ont été présentées et exposées dans ses locaux. 
En 2002, le palais a été repris par le département de la culture du conseil municipal de Riga, qui lui accorde une subvention annuelle. 50 salariés travaillaient au centre culturel en 2008, mais environ 3 000 membres âgés de 3 à 80 ans travaillaient dans des collectifs, des ensembles et des clubs. Lors de la rénovation du bâtiment en 2016, il a été révélé que des matériaux  traditionnels avaient été utilisés dans la construction, mais également des débris provenant du bombardement de la Maison des Têtes Noires et de l'église Saint-Pierre. Lors de la rénovation, les locaux ont été repensés, un studio de prise de son a été installé et le musée d'histoire du VEF a été modernisé.
Le Palais de la Culture VEF rénové a été inauguré en novembre 2017 : les habitants ont pu pendant trois jours visiter et assister à des événements gratuits, des concerts, des expositions et des visites dans les locaux rénovés du palais.